# اغگل
اغگل، روستایی از توابع بخش مرکزی شهرستان ماکو در استان آذربایجان غربی ایران است.
روستای آغگل یکی از روستاهای گردشگری ماکو است. وجود یک تالاب زببا همرا با طبیعت بکر از ویژگی های این روستا است.
آغگل از روستاهای کُردنشین ماکو است مردم اغگل به زبان کُردی کرمانجی سخن می گویند و مردم ان از ایل جلالی طایفه خلکانلو هستند. آغگل در طول تاریخ مرکز ریاست ایل جلالی بوده است. خالد آقا، عمر آقا رئیسان بزرگ ایل جلالی از این روستا بوده اند و برای همین اغگل برای اکثر کردهای ماکو و ایل جلالی مکانی با ارزش است. در زمان تبعید ایل جلالی توسط رضاشاه اغگل اتش زده شد و بخشی از اهالی ان نیز به ترکیه رفتند بعد از اشغال روس ها و وقایع وقت کشور بخشی از انها توانستند برگردند. شغل اکثر روستائیان آغگل دامداری است.

## جمعیت
این روستا در دهستان چایپاسار شمالی قرار دارد و براساس سرشماری مرکز آمار ایران در سال ۱۳۸۵، جمعیت آن ۱٬۰۳۴ نفر (۱۸۲خانوار) بوده‌است.